# To Anyone
《To Anyone》(투 애니원)은 대한민국의 걸 그룹 2NE1의 첫 번째 정규 음반으로, YG 엔터테인먼트에서 2010년 9월 9일 발매하였다. YG 엔터테인먼트의 CEO 양현석, 테디, e.knock이 음반 제작에 참여하였다. 힙합, 팝, 알앤비, 댄스 장르로 분류되는 노래들이 수록되었다.
이 음반은 대부분 다양한 평가를 받았다. 음반의 제작 수준에는 높은 평가를 받았지만, 보코더나 오토튠 소프트웨어의 과도한 사용에 대해서는 지적을 받기도 하였다. 《To Anyone》은 발매 첫 주부터 가온 음반 차트의 주간 차트에서 1위를 기록하였고, 월간 차트에서도 1위를 기록하였다. 음반은 총 100,000장이 판매되었다.
음반에는 앞서 발매되었던 아홉 싱글이 전체에 포함되어 있다. 음반에서 레게 리믹스로 수록된 〈I Don't Care〉는 첫 번째 싱글이었다. 멤버 산다라 박이 부르고 CL이 피처링한 솔로 노래 〈Kiss〉가 다음으로 발매되었으며, 박봄의 솔로 〈You and I〉가 뒤를 이었다. 네번째로 발매된 싱글은 CL과 막내 멤버인 공민지가 듀엣으로 부른 〈Please Don't Go〉이다. 이후 다시 그룹으로 활동을 시작하여 〈날 따라 해봐요〉를 발매하였고 가온 차트에서 상위권을 기록하였다. 2010년 9월 9일 〈박수쳐〉, 〈Can't Nobody〉, 〈Go Away〉를 타이틀 곡으로 정하여 활동을 시작하였고, 뒤를 이어서 후속곡 〈아파 (Slow)〉로 활동을 하였다.

## 특징
- 2NE1은 가요계 사상 최초로 트리플 타이틀곡으로 활동을 하였고, 타이틀곡 모두 음악프로그램 1위를 하는 기록을 남겼다.
- 7번,8번,9번 트랙은 멤버들의 솔로 곡인 "You And I", "Please Don't Go", "Kiss"이다.
- 2NE1은 "Can't Nobody"와 "Go Away"로 SBS 인기가요 방송 사상 최초로 4주 연속 1위를 하는 기록을 남겼다.[3]
- 타이틀곡 2번 트랙 "Go Away" 뮤직비디오에는 모델 송재림이 출연하였으며, 후속곡인 5번 트랙 "아파 (Slow)" 뮤직비디오에는 배우 이수혁이 출연하였다.

## 제작과 발매
2010년 8월, YG 엔터테인먼트의 양현석 대표는 2NE1의 첫 정규 음반에서 세 곡을 타이틀 곡으로 프로모션하며, 음반과 세 편의 뮤직 비디오를 동시에 공개할 것이라고 밝혔다. 기획사 블로그를 통해서 각 타이틀 곡의 제목인 〈박수쳐〉, 〈Can't Nobody〉, 〈Go Away〉를 공개하였다. 〈박수쳐〉의 작사와 작곡은 e.knock이 맡았으며, 〈Can't Nobody〉, 〈Go Away〉는 테디가 제작하였다. 예약 판매에서 발매 이틀 전까지 12만 장 이상이 선주문 되었으며,Hicap, Jonathan M. (2010년 9월 20일). “2NE1 makes waves on iTunes, music charts”. Manila Bulletin. 2012년 11월 11일에 확인함. 발매 후 9월 말까지 100,000장이 판매되었다. 2010년 10월 28일에는 그 해 12월 8일, 에이벡스를 통해 음반의 일본 라이선스판을 발매한다고 밝혔다. 《To Anyone》의 일본 발매는 그룹의 일본 진출을 의미했다. 하지만, 이후에 YG 엔터테인먼트와 에이벡스에서 더 완벽한 음반을 위해서 발매 일정을 늦추게 되었다.

## 수록곡
1. Can't Nobody
2. Go Away
3. 박수쳐
4. 난 바빠
5. 아파 (Slow)
6. 사랑은 아야야
7. You And I
8. Please Don't Go
9. Kiss
10. 날 따라 해봐요
11. I Don't Care (Reggae Mix)
12. Can't Nobody (English Ver.)

## 수상 내역

### 음악프로그램
- 박수쳐
  - 9월 16일 Mnet 《엠카운트다운》 1위
- Can't Nobody
  - 9월 17일 KBS 《뮤직뱅크》 K-Chart 1위
  - 9월 19일 SBS 《인기가요》 뮤티즌송
  - 9월 23일 Mnet 《엠카운트다운》 1위
  - 9월 26일 SBS 《인기가요》 뮤티즌송
  - 9월 30일 Mnet 《엠카운트다운》 1위
  - 10월 3일 SBS 《인기가요》 뮤티즌송 (트리플 크라운)
  - 10월 7일 Mnet 《엠카운트다운》 1위 (트리플 크라운)
- Go Away
  - 9월 24일 KBS 《뮤직뱅크》 K-Chart 1위
  - 10월 1일 KBS 《뮤직뱅크》 K-Chart 1위 (2주 연속)
  - 10월 10일 SBS 《인기가요》 뮤티즌송

### 시상식
- 2010년 11월 28일 《2010 M.net Asian Music Awards》 - 여자 그룹상
- 2010년 11월 28일 《2010 M.net Asian Music Awards》 - 뮤직비디오 작품상
- 2010년 11월 28일 《2010 M.net Asian Music Awards》 - 올해의 가수상
- 2010년 11월 28일 《2010 M.net Asian Music Awards》 - 올해의 앨범상
- 2010년 12월 15일 《2010 Melon Music Awards》 - TOP 10 (본상)
- 2010년 12월 15일 《2010 Melon Music Awards》 - 앨범상
- 2011년 2월 23일 《2011 한국대중음악상》 - 최우수 댄스&일렉트로닉 음반 부문상

## 차트 순위

### 주간 차트
| 최고 순위 (2010)       | Go Away | Can't Nobody | 박수쳐 | 아파 (Slow) |
| ---------------------- | ------- | ------------ | ------ | ----------- |
| 가온 디지털 차트       | 1       | 2            | 3      | 4           |
| 가온 스트리밍 차트     | 1       | 1            | 3      | 6           |
| 가온 다운로드 차트     | 1       | 2            | 3      | 5           |
| 가온 BGM 차트          | 1       | 2            | 7      | 2           |
| 가온 벨소리 차트       | 1       | 2            | 7      | 13          |
| 가온 통화연결음 차트   | 1       | 2            | 7      | 10          |
| 엠넷 차트              | 2       | 1            | 3      | 7           |
| 도시락 차트            | 2       | 1            | 3      | 6           |
| 벅스 차트              | 2       | 3            | 1      | 4           |
| Mnet 엠카운트다운 차트 | -       | 1            | 1      | -           |
| KBS 뮤직뱅크 차트      | 1       | 1            | -      | -           |

### 연간 차트
| 순위 (2010)        | Go Away | Can't Nobody | 박수쳐 | 아파 (Slow) |
| ------------------ | ------- | ------------ | ------ | ----------- |
| 가온 디지털 차트   | 4       | 13           | 51     | 30          |
| 가온 스트리밍 차트 | 14      | 17           | 64     | 72          |
| 가온 다운로드 차트 | 16      | 20           | 52     | 62          |
| 엠넷 차트          | 8       | 11           | 57     | 40          |